# Модлібожиці (Свентокшиське воєводство)
Модлібожиці (пол. Modliborzyce) — село в Польщі, у гміні Бацьковиці Опатовського повіту Свентокшиського воєводства.
Населення — 376 осіб (2011).
У 1975-1998 роках село належало до Тарнобжезького воєводства.

## Демографія
Демографічна структура на день 31 березня 2011 року:
|          | Загалом | Допрацездатний вік | Працездатний вік | Постпрацездатний вік |
| -------- | ------- | ------------------ | ---------------- | -------------------- |
| Чоловіки | 177     | 30                 | 118              | 29                   |
| Жінки    | 199     | 33                 | 114              | 52                   |
| Разом    | 376     | 63                 | 232              | 81                   |